# Clephydroneura bannerghattaensis
Clephydroneura bannerghattaensis är en tvåvingeart som beskrevs av Joseph och Parui 1984. Clephydroneura bannerghattaensis ingår i släktet Clephydroneura och familjen rovflugor. Inga underarter finns listade i Catalogue of Life.